# 南極座BP
南極座BP，又名CP-87 235，HD 129723、SAO 258720、HR 5491，是南極座的一颗恒星，视星等为6.48，位于銀經304.24，銀緯-25.68，其B1900.0坐标为赤經14h 38m 58.8s，赤緯-87° -25.68′ 30″。